# سكيري موفي
سكيري موفي ومعناه بالعربية فيلم مُرعِب هو فيلم أمريكي تم إنتاجه سنة 2000 وأخرجه المخرج الأمريكي كينن آيفوري وايانس.

## وصلات خارجية
- سكيري موفي على موقع IMDb (الإنجليزية)
- سكيري موفي على موقع ميتاكريتيك (الإنجليزية)
- سكيري موفي على موقع روتن توميتوز (الإنجليزية)
- سكيري موفي على موقع نتفليكس (الإنجليزية)
- سكيري موفي على موقع قاعدة بيانات الأفلام العربية
- سكيري موفي على موقع ألو سيني (الفرنسية)
- سكيري موفي على موقع Turner Classic Movies (الإنجليزية)
- سكيري موفي على موقع أول موفي (الإنجليزية)
- سكيري موفي على موقع بوكس أوفيس موجو (الإنجليزية)
- سكيري موفي على موقع فيلمافينيتي (الإسبانية)